# ISO 3166-2:LA
Kódy ISO 3166-2 pro Laos identifikují 17 provincií a 1 prefekturu (stav v listopadu 2015). První část (LA) je mezinárodní kód pro Laos, druhá část sestává z dvou písmen identifikujících provincii.

## Seznam kódů
```
LA-AT Attapu (Attapu)
LA-BK Bokeo (Ban Houayxay)
LA-BL Bolikhamxai (Pakxan)
LA-CH Champasak (Pakxe)
LA-HO Houaphan (Sam Neua)
LA-KH Khammouan (Thakhek)
LA-LM Louang Namtha (Louang Namtha)
LA-LP Louangphabang (Louagphabang)
LA-OU Oudomxai (Muang Xay)
LA-PH Phôngsali (Phôngsali)
LA-SL Salavan (Salavan)
LA-SV Savannakhét (Savannakhét)
LA-VI Vientiane (Muang Phôn-Hông)
LA-XA Xaignabouli (Muang Xayabury)
LA-XE Xekong (Ban Phone)
LA-XI Xiangkhoang (Phonsavan)
LA-VT prefektura Vientiane (Vientiane)
LA-XS Xaisômboun (Ban Mouang Cha)
```